# Ayla Gabriela
Ayla Gabriela é uma atriz, bailarina, performer e cineasta transexual brasileira. Foi escalada para interpretar a protagonista em Geni e o Zepelim, longa-metragem de Anna Muylaert ora em produção em Cruzeiro do Sul, Acre, substituindo Thainá Duarte.

## Carreira
Ayla Gabriela começou sua carreira profissional no teatro de expressão corporal, com a diretora Dani Visco. Posteriormente, trabalhou com a coreógrafa Lia Rodrigues.
Em 2020, dirigiu o curta-metragem A corpa fala, onde também atuou, e sobre o qual declarou:
| “ | (...) minha corpa fala por ser uma corpa política, que é preta, que resiste, que está viva, que sangra, e que tem beleza. | ” |

Em 2023, protagonizou Pássaro Memória, de Leonardo Martinelli, indicado para a mostra competitiva do Festival de Cinema de Locarno e também no Festival de Gramado. Em 2023, participou da série Santo, da Netflix, como a personagem Gisele. Em 2024, interpretou Dora no filme Girassóis.
No teatro, fez parte do elenco da peça Mão de vaca, dirigida em 2024 por Daniel Passi.

## Filmografia
| Ano       | Título           | Papel  |
| --------- | ---------------- | ------ |
| 2020      | A corpa fala     |        |
| 2023      | Santo            | Gisele |
| 2023      | Pássaro Memória  | Lua    |
| 2024      | Girassóis        | Dora   |
| 2025      | Defesa Pura      |        |
| A definir | Geni e o Zepilim | Geni   |

### Prêmios
| Ano  | Premiação                   | Categoria    | Indicação       | Resultado |
| ---- | --------------------------- | ------------ | --------------- | --------- |
| 2024 | Festival de Cinema de Xerém | Melhor atriz | Pássaro Memória | Venceu    |
| 2024 | Festival de Barra Mansa     | Melhor atriz | Pássaro Memória | Venceu    |